# Renault Fuego
La Fuego è una autovettura coupé a quattro posti prodotta dalla Renault tra il 1980 ed il 1992.

## Storia e sviluppo
Intorno alla metà degli anni settanta Renault iniziò la pianificazione per la sostituzione dei modelli 15 e 17, la coppia di coupé derivata dalla Renault 12.
Robert Opron, ex-Citroën e da poco direttore del centro stile Renault, lanciò inizialmente l'idea di un coupé "alto di gamma", partendo dalla base tecnica della Renault 30 e utilizzando il medesimo motore PRV (un V6 da 2.664 cm³). I vertici aziendali, però, non appoggiarono questo progetto, desiderando al contrario riproporre lo stesso concetto di coupé delle R15 e 17, in grado di abbracciare un mercato il più ampio possibile. Questa era la proposta del settore marketing, per la quale furono utilizzati alcuni disegni di Michel Jardin.
La nuova coupé venne quindi sviluppata sulla base della Renault 18, la berlina media che nel 1978 sostituì la R12. La denominazione inizialmente prevista ("19") venne in seguito abbandonata in favore del nome "Fuego" ("fuoco" in spagnolo), che assieme a "Espace" rappresentò l'unica eccezione nella serie numerica adottata da Renault per quasi tre decenni, dall'inizio degli anni sessanta alla fine degli anni ottanta.
La presentazione alla stampa si tenne alla fine del mese di gennaio del 1980 a Jerez de la Frontera, in Spagna, mentre quella al pubblico avvenne nel febbraio, al Salone dell'automobile di Ginevra. La commercializzazione iniziò nel successivo mese di marzo.

## Design
Dell'erede dei modelli 15 e 17 si cominciò a parlare già nel corso del 1975, tuttavia il progetto della Fuego partì nel gennaio 1976, con le prime concrete proposte estetiche basate sugli schizzi di Michel Jardin. Le idee iniziali, evidentemente solo esercizi di stile, furono rielaborate cercando però di conservare il loro spirito originario.
La linea definitiva, congelata nel novembre del 1978, riproponeva la carrozzeria a due volumi già utilizzata nella coppia R15-R17, ma si distingueva per il grande lunotto avvolgente che fungeva da portellone; una soluzione simile a quella che Porsche aveva proposto quattro anni prima con la 924 e poi riutilizzata ancora da Renault nei primi anni ottanta sui modelli 11 e 25.
Vi erano poi altre soluzioni estetiche caratterizzanti, la più originale ed evidente delle quali era la fascia nera in materiale plastico rigato che, partendo dalla base del portellone in vetro, proseguiva sulla fiancata. L'effetto estetico appariva come un'estensione del "vuoto" costituito dalla vetratura laterale, alla quale si collegava all'altezza dello specchio retrovisore esterno, anch'esso in materiale plastico nero, enfatizzando l'andamento della linea di cintura. Un primo accenno a questa idea era stato proposto nel luglio del 1978 con la Renault 14 TS, versione sportiveggiante caratterizzata da una fascia adesiva nera sul fianco del cofano motore, che partiva dallo specchio retrovisore e sfumava verso il frontale. Interpretazioni successive furono invece adottate da Alfa Romeo, prima sulla Nuova Giulietta (fascia portatarga sulla coda nella terza serie del 1983) e poi sulla 75.
Altrettanto innovativi erano i paraurti in plastica, in particolare quello anteriore che integrava la parte bassa del parafango e partendo dalla ruota arrivava alla base dei fari; un design particolare ripreso poi dalla R25. La maniglia della portiera "scavata" nella fiancata era invece derivata dalle precedenti 15 e 17, nonché dalla piccola 5 del 1972 e in quegli anni fu adottata anche da altre case come Fiat (sulla coeva Panda e poi sulla Uno) e Citroën (sulla AX).
La Fuego si distingueva inoltre per la particolare cura aerodinamica, rivelata dalla forma a cuneo e confermata dal valore di 0,347 del Cx dichiarato al debutto.
In un periodo caratterizzato dall'affermarsi delle linee tese e squadrate, la Fuego si inseriva dunque nel filone minoritario delle auto dalle forme tondeggianti, che Renault aveva seguito anche con la R14 e la R18; considerato lo spirito sportivo della vettura, molti degli elementi di originalità della Fuego descritti sopra avevano la funzione di incrementare il dinamismo della linea e di alleggerirla aumentando notevolmente il rapporto vuoti/pieni dei volumi.
Gli interni, disegnati da F. Lampreia, presentavano una plancia costituita da due parti: il corpo principale, che integrava la console centrale, era realizzato con un unico blocco in materiale plastico, disponibile in più tonalità in base ai rivestimenti e al colore della carrozzeria; il quadro portastrumenti, ai lati del quale si trovavano i pulsanti di alcuni comandi secondari, era invece contenuto nel sovrastante cruscotto rivestito nel medesimo materiale, al pari della porzione superiore della corona dello sterzo a due razze (escluso l'allestimento base, che aveva il volante totalmente nero). Questa stessa plancia fu poi adottata dalla Renault 18 "Type 2" del 1985, quando sulla Fuego era ormai presente quella modificata nel 1983. L'intonazione sportiva dell'auto era sottolineata dai sedili avvolgenti con i poggiatesta integrati nello schienale (anche questa un'idea che rimandava a modelli Porsche). I sedili posteriori avevano lo schienale abbattibile e separato, che consentiva di estendere il piano di carico e aumentare la capacità del bagagliaio da 375 a oltre 800 litri.

## Tecnica
Lo schema tecnico della Fuego non presentava alcuna particolare novità, essendo in gran parte basato su quello della Renault 18: trazione anteriore con motore longitudinale, retrotreno ad assale rigido e sospensioni anteriori a ruote indipendenti, queste ultime riprese dalla coppia Renault 20 e 30 con lo schema a due bracci trasversali sovrapposti, con la novità del braccio a terra negativo introdotta pochi mesi prima con la versione Diesel della R20.
Al debutto erano disponibili due motori, entrambi a quattro cilindri in linea, alimentati a benzina, con carburatore e aspirazione atmosferica, con distribuzione ad aste e bilancieri con albero a camme laterale: il motore più piccolo (1.397 cm³) proveniva dai cosiddetti "motori Cléon", mentre quello più grande (1.647 cm³) apparteneva alla famiglia "Type A".
Tre erano le trasmissioni disponibili: il motore più piccolo era associato solamente a cambi manuali a quattro (di serie) o cinque (con sovrapprezzo) marce, mentre al motore più potente potevano essere abbinati il cambio manuale a cinque marce oppure un automatico a tre rapporti.
L'impianto frenante prevedeva dischi alle ruote anteriori e tamburi dietro(dischi anche dietro sulla Turbo benzina), mentre lo sterzo era a pignone e cremagliera, disponibile anche con servocomando idraulico.
In seguito furono introdotte ulteriori motorizzazioni e alcune novità tecniche di cui sono riportati i dettagli nella sezione relativa all'evoluzione della gamma.
| Caratteristiche tecniche - Renault Fuego TL/GTL (1980) | Caratteristiche tecniche - Renault Fuego TL/GTL (1980) | Caratteristiche tecniche - Renault Fuego TL/GTL (1980) | Caratteristiche tecniche - Renault Fuego TL/GTL (1980) | Caratteristiche tecniche - Renault Fuego TL/GTL (1980) | Caratteristiche tecniche - Renault Fuego TL/GTL (1980) |
| Configurazione | Configurazione | Configurazione | Configurazione | Configurazione | Configurazione |
| --- | --- | --- | --- | --- | --- |
| Carrozzeria: coupé | Carrozzeria: coupé | Posizione motore: anteriore longitudinale | Posizione motore: anteriore longitudinale | Trazione: anteriore | Trazione: anteriore |
| Dimensioni e pesi | | | | | |
| Ingombri (lungh.×largh.×alt. in mm): 4358 × 1692 × 1336 | Ingombri (lungh.×largh.×alt. in mm): 4358 × 1692 × 1336 | Ingombri (lungh.×largh.×alt. in mm): 4358 × 1692 × 1336 | Ingombri (lungh.×largh.×alt. in mm): 4358 × 1692 × 1336 | Diametro minimo sterzata: tra marciapiedi 10,25 m | Diametro minimo sterzata: tra marciapiedi 10,25 m |
| Interasse: 2438 mm | Interasse: 2438 mm | Carreggiate: anteriore 1426 - posteriore 1344 mm | Carreggiate: anteriore 1426 - posteriore 1344 mm | Altezza minima da terra: 12 mm | Altezza minima da terra: 12 mm |
| Posti totali: 4 | Posti totali: 4 | Bagagliaio: 375/814 | Bagagliaio: 375/814 | Serbatoio: 57 litri | Serbatoio: 57 litri |
| Masse | / in ordine di marcia: 1.010 kg / rimorchiabile: 450 kg | / in ordine di marcia: 1.010 kg / rimorchiabile: 450 kg | / in ordine di marcia: 1.010 kg / rimorchiabile: 450 kg | / in ordine di marcia: 1.010 kg / rimorchiabile: 450 kg | / in ordine di marcia: 1.010 kg / rimorchiabile: 450 kg |
| Meccanica | | | | | |
| Tipo motore: Renault Type 847, a combustione interna, accensione comandata, quattro tempi, ciclo Otto; 4 cilindri in linea, basamento in ghisa, testata in lega d'alluminio, albero motore su cinque supporti di banco | Tipo motore: Renault Type 847, a combustione interna, accensione comandata, quattro tempi, ciclo Otto; 4 cilindri in linea, basamento in ghisa, testata in lega d'alluminio, albero motore su cinque supporti di banco                                                                                       | Tipo motore: Renault Type 847, a combustione interna, accensione comandata, quattro tempi, ciclo Otto; 4 cilindri in linea, basamento in ghisa, testata in lega d'alluminio, albero motore su cinque supporti di banco                                                                                       | Cilindrata: 1.397 cm³ | Cilindrata: 1.397 cm³ | Cilindrata: 1.397 cm³ |
| Distribuzione: valvole in testa, 2 per cilindro parallele, mosse da un albero a camme laterale, con aste e bilancieri                                                                                                  | Distribuzione: valvole in testa, 2 per cilindro parallele, mosse da un albero a camme laterale, con aste e bilancieri | Distribuzione: valvole in testa, 2 per cilindro parallele, mosse da un albero a camme laterale, con aste e bilancieri | Alimentazione: carburatore monocorpo Solex 32 SEIA o Zenith 32 IF 7 | Alimentazione: carburatore monocorpo Solex 32 SEIA o Zenith 32 IF 7 | Alimentazione: carburatore monocorpo Solex 32 SEIA o Zenith 32 IF 7 |
| Prestazioni motore | Potenza: 46 kW (64 CV DIN) a 5.500 giri/min / Coppia: 101 N·m a 3.000 giri/min | Potenza: 46 kW (64 CV DIN) a 5.500 giri/min / Coppia: 101 N·m a 3.000 giri/min | Potenza: 46 kW (64 CV DIN) a 5.500 giri/min / Coppia: 101 N·m a 3.000 giri/min | Potenza: 46 kW (64 CV DIN) a 5.500 giri/min / Coppia: 101 N·m a 3.000 giri/min | Potenza: 46 kW (64 CV DIN) a 5.500 giri/min / Coppia: 101 N·m a 3.000 giri/min |
| Accensione: una candela per cilindro | Accensione: una candela per cilindro | Accensione: una candela per cilindro | Impianto elettrico: 12 V, batteria da 180/38 Ah e alternatore da 60 A | Impianto elettrico: 12 V, batteria da 180/38 Ah e alternatore da 60 A | Impianto elettrico: 12 V, batteria da 180/38 Ah e alternatore da 60 A |
| Frizione: monodisco a secco, comando meccanico | Frizione: monodisco a secco, comando meccanico | Frizione: monodisco a secco, comando meccanico | Cambio: Renault Type 352, meccanico a comando manuale, 4 rapporti + RM, sincronizzatore, coppia conica finale con rapporto 3,77:1 (34/9) | Cambio: Renault Type 352, meccanico a comando manuale, 4 rapporti + RM, sincronizzatore, coppia conica finale con rapporto 3,77:1 (34/9) | Cambio: Renault Type 352, meccanico a comando manuale, 4 rapporti + RM, sincronizzatore, coppia conica finale con rapporto 3,77:1 (34/9) |
| Telaio | | | | | |
| Corpo vettura | scocca portante in acciaio | scocca portante in acciaio | scocca portante in acciaio | scocca portante in acciaio | scocca portante in acciaio |
| Sterzo | a pignone e cremagliera (servocomando a richiesta su GTL), demoltiplicazione 20,8:1 (16,4:1 con servosterzo), 3,72 (2,89 con servosterzo) giri del volante per sterzatura completa, diametro del volante 39 cm                                                                                               | a pignone e cremagliera (servocomando a richiesta su GTL), demoltiplicazione 20,8:1 (16,4:1 con servosterzo), 3,72 (2,89 con servosterzo) giri del volante per sterzatura completa, diametro del volante 39 cm                                                                                               | a pignone e cremagliera (servocomando a richiesta su GTL), demoltiplicazione 20,8:1 (16,4:1 con servosterzo), 3,72 (2,89 con servosterzo) giri del volante per sterzatura completa, diametro del volante 39 cm                                                                                               | a pignone e cremagliera (servocomando a richiesta su GTL), demoltiplicazione 20,8:1 (16,4:1 con servosterzo), 3,72 (2,89 con servosterzo) giri del volante per sterzatura completa, diametro del volante 39 cm                                                                                               | a pignone e cremagliera (servocomando a richiesta su GTL), demoltiplicazione 20,8:1 (16,4:1 con servosterzo), 3,72 (2,89 con servosterzo) giri del volante per sterzatura completa, diametro del volante 39 cm                                                                                               |
| Sospensioni | anteriori: a ruote indipendenti, due bracci trasversali sovrapposti, molle elicoidali e ammortizzatori idraulici coassiali, barra antirollio da 15 mm / posteriori: assale rigido con puntoni longitudinali, molle elicoidali e ammortizzatori idraulici coassiali, barra antirollio a tubo cavo da 22/14 mm | anteriori: a ruote indipendenti, due bracci trasversali sovrapposti, molle elicoidali e ammortizzatori idraulici coassiali, barra antirollio da 15 mm / posteriori: assale rigido con puntoni longitudinali, molle elicoidali e ammortizzatori idraulici coassiali, barra antirollio a tubo cavo da 22/14 mm | anteriori: a ruote indipendenti, due bracci trasversali sovrapposti, molle elicoidali e ammortizzatori idraulici coassiali, barra antirollio da 15 mm / posteriori: assale rigido con puntoni longitudinali, molle elicoidali e ammortizzatori idraulici coassiali, barra antirollio a tubo cavo da 22/14 mm | anteriori: a ruote indipendenti, due bracci trasversali sovrapposti, molle elicoidali e ammortizzatori idraulici coassiali, barra antirollio da 15 mm / posteriori: assale rigido con puntoni longitudinali, molle elicoidali e ammortizzatori idraulici coassiali, barra antirollio a tubo cavo da 22/14 mm | anteriori: a ruote indipendenti, due bracci trasversali sovrapposti, molle elicoidali e ammortizzatori idraulici coassiali, barra antirollio da 15 mm / posteriori: assale rigido con puntoni longitudinali, molle elicoidali e ammortizzatori idraulici coassiali, barra antirollio a tubo cavo da 22/14 mm |
| Freni | anteriori: dischi da 238 mm / posteriori: tamburi da 180 mm | anteriori: dischi da 238 mm / posteriori: tamburi da 180 mm | anteriori: dischi da 238 mm / posteriori: tamburi da 180 mm | anteriori: dischi da 238 mm / posteriori: tamburi da 180 mm | anteriori: dischi da 238 mm / posteriori: tamburi da 180 mm |
| Pneumatici | 155 SR13 / Cerchi: 5Jx13, in acciaio | 155 SR13 / Cerchi: 5Jx13, in acciaio | 155 SR13 / Cerchi: 5Jx13, in acciaio | 155 SR13 / Cerchi: 5Jx13, in acciaio | 155 SR13 / Cerchi: 5Jx13, in acciaio |
| Prestazioni dichiarate | | | | | |
| Velocità: 157 km/h | Velocità: 157 km/h | Velocità: 157 km/h | Accelerazione: 0-100 km/h in 15 | Accelerazione: 0-100 km/h in 15 | Accelerazione: 0-100 km/h in 15 |
| Consumi | a 90 km/h: 6,1 (5M: 5,9) l/100km - a 120 km/h: 8 (5M: 7,6) l/100km - ciclo urbano: 9,7 l/100km | a 90 km/h: 6,1 (5M: 5,9) l/100km - a 120 km/h: 8 (5M: 7,6) l/100km - ciclo urbano: 9,7 l/100km | a 90 km/h: 6,1 (5M: 5,9) l/100km - a 120 km/h: 8 (5M: 7,6) l/100km - ciclo urbano: 9,7 l/100km | a 90 km/h: 6,1 (5M: 5,9) l/100km - a 120 km/h: 8 (5M: 7,6) l/100km - ciclo urbano: 9,7 l/100km | a 90 km/h: 6,1 (5M: 5,9) l/100km - a 120 km/h: 8 (5M: 7,6) l/100km - ciclo urbano: 9,7 l/100km |

| Caratteristiche tecniche - Renault Fuego TS/GTS/Automatic (1980) | Caratteristiche tecniche - Renault Fuego TS/GTS/Automatic (1980) | Caratteristiche tecniche - Renault Fuego TS/GTS/Automatic (1980) | Caratteristiche tecniche - Renault Fuego TS/GTS/Automatic (1980) | Caratteristiche tecniche - Renault Fuego TS/GTS/Automatic (1980) | Caratteristiche tecniche - Renault Fuego TS/GTS/Automatic (1980) |
| Configurazione | Configurazione | Configurazione | Configurazione | Configurazione | Configurazione |
| --- | --- | --- | --- | --- | --- |
| Carrozzeria: coupé | Carrozzeria: coupé | Posizione motore: anteriore longitudinale | Posizione motore: anteriore longitudinale | Trazione: anteriore | Trazione: anteriore |
| Dimensioni e pesi | | | | | |
| Ingombri (lungh.×largh.×alt. in mm): 4358 × 1692 × 1336 | Ingombri (lungh.×largh.×alt. in mm): 4358 × 1692 × 1336 | Ingombri (lungh.×largh.×alt. in mm): 4358 × 1692 × 1336 | Ingombri (lungh.×largh.×alt. in mm): 4358 × 1692 × 1336 | Diametro minimo sterzata: tra marciapiedi 10,25 m, tra muri 11 m | Diametro minimo sterzata: tra marciapiedi 10,25 m, tra muri 11 m |
| Interasse: 2438 mm | Interasse: 2438 mm | Carreggiate: anteriore 1426 - posteriore 1344 mm | Carreggiate: anteriore 1426 - posteriore 1344 mm | Altezza minima da terra: 12 mm | Altezza minima da terra: 12 mm |
| Posti totali: 4 | Posti totali: 4 | Bagagliaio: 375/814 | Bagagliaio: 375/814 | Serbatoio: 57 litri | Serbatoio: 57 litri |
| Masse | / in ordine di marcia: 1.035 (Automatic: 1055) kg / rimorchiabile: 450 kg | / in ordine di marcia: 1.035 (Automatic: 1055) kg / rimorchiabile: 450 kg | / in ordine di marcia: 1.035 (Automatic: 1055) kg / rimorchiabile: 450 kg | / in ordine di marcia: 1.035 (Automatic: 1055) kg / rimorchiabile: 450 kg | / in ordine di marcia: 1.035 (Automatic: 1055) kg / rimorchiabile: 450 kg |
| Meccanica | | | | | |
| Tipo motore: Renault Type 843, a combustione interna, accensione comandata, quattro tempi, ciclo Otto; 4 cilindri in linea, basamento e testata in lega d'alluminio, camera di scoppio emisferica, albero motore su cinque supporti di banco | Tipo motore: Renault Type 843, a combustione interna, accensione comandata, quattro tempi, ciclo Otto; 4 cilindri in linea, basamento e testata in lega d'alluminio, camera di scoppio emisferica, albero motore su cinque supporti di banco                                                  | Tipo motore: Renault Type 843, a combustione interna, accensione comandata, quattro tempi, ciclo Otto; 4 cilindri in linea, basamento e testata in lega d'alluminio, camera di scoppio emisferica, albero motore su cinque supporti di banco                                                  | Cilindrata: 1.649 cm³ | Cilindrata: 1.649 cm³ | Cilindrata: 1.649 cm³ |
| Distribuzione: valvole in testa, 2 per cilindro disposte a V, mosse da un albero a camme laterale comandato da catena, con aste e bilancieri                                                                                                 | Distribuzione: valvole in testa, 2 per cilindro disposte a V, mosse da un albero a camme laterale comandato da catena, con aste e bilancieri | Distribuzione: valvole in testa, 2 per cilindro disposte a V, mosse da un albero a camme laterale comandato da catena, con aste e bilancieri | Alimentazione: carburatore doppio corpo Weber 32 DARA | Alimentazione: carburatore doppio corpo Weber 32 DARA | Alimentazione: carburatore doppio corpo Weber 32 DARA |
| Prestazioni motore | Potenza: 71 kW (96 CV DIN) a 5.750 giri/min / Coppia: 133 N·m a 3.500 giri/min | Potenza: 71 kW (96 CV DIN) a 5.750 giri/min / Coppia: 133 N·m a 3.500 giri/min | Potenza: 71 kW (96 CV DIN) a 5.750 giri/min / Coppia: 133 N·m a 3.500 giri/min | Potenza: 71 kW (96 CV DIN) a 5.750 giri/min / Coppia: 133 N·m a 3.500 giri/min | Potenza: 71 kW (96 CV DIN) a 5.750 giri/min / Coppia: 133 N·m a 3.500 giri/min |
| Accensione: una candela per cilindro | Accensione: una candela per cilindro | Accensione: una candela per cilindro | Impianto elettrico: 12 V, batteria da 180/38 Ah e alternatore da 60 A | Impianto elettrico: 12 V, batteria da 180/38 Ah e alternatore da 60 A | Impianto elettrico: 12 V, batteria da 180/38 Ah e alternatore da 60 A |
| Frizione: monodisco a secco da 200 mm, comando meccanico (convertitore di coppia su Automatic) | Frizione: monodisco a secco da 200 mm, comando meccanico (convertitore di coppia su Automatic) | Frizione: monodisco a secco da 200 mm, comando meccanico (convertitore di coppia su Automatic) | Cambio: Renault Type 352, meccanico a comando manuale, 4 rapporti + RM, sincronizzatore, coppia conica finale con rapporto 3,77:1 (34/9); a richiesta: cambio Renault Type 395 a 5 rapporti (di serie su GTS) Automatic: cambio Renault Type 139-61 automatico a tre rapporti                 | Cambio: Renault Type 352, meccanico a comando manuale, 4 rapporti + RM, sincronizzatore, coppia conica finale con rapporto 3,77:1 (34/9); a richiesta: cambio Renault Type 395 a 5 rapporti (di serie su GTS) Automatic: cambio Renault Type 139-61 automatico a tre rapporti                 | Cambio: Renault Type 352, meccanico a comando manuale, 4 rapporti + RM, sincronizzatore, coppia conica finale con rapporto 3,77:1 (34/9); a richiesta: cambio Renault Type 395 a 5 rapporti (di serie su GTS) Automatic: cambio Renault Type 139-61 automatico a tre rapporti                 |
| Telaio | | | | | |
| Corpo vettura | scocca portante in acciaio | scocca portante in acciaio | scocca portante in acciaio | scocca portante in acciaio | scocca portante in acciaio |
| Sterzo | a pignone e cremagliera (servocomando a richiesta su GTS), demoltiplicazione 20,8:1 (16,4:1 con servosterzo), 3,72 (2,89 con servosterzo) giri del volante per sterzatura completa, diametro del volante 39 cm                                                                                | a pignone e cremagliera (servocomando a richiesta su GTS), demoltiplicazione 20,8:1 (16,4:1 con servosterzo), 3,72 (2,89 con servosterzo) giri del volante per sterzatura completa, diametro del volante 39 cm                                                                                | a pignone e cremagliera (servocomando a richiesta su GTS), demoltiplicazione 20,8:1 (16,4:1 con servosterzo), 3,72 (2,89 con servosterzo) giri del volante per sterzatura completa, diametro del volante 39 cm                                                                                | a pignone e cremagliera (servocomando a richiesta su GTS), demoltiplicazione 20,8:1 (16,4:1 con servosterzo), 3,72 (2,89 con servosterzo) giri del volante per sterzatura completa, diametro del volante 39 cm                                                                                | a pignone e cremagliera (servocomando a richiesta su GTS), demoltiplicazione 20,8:1 (16,4:1 con servosterzo), 3,72 (2,89 con servosterzo) giri del volante per sterzatura completa, diametro del volante 39 cm                                                                                |
| Sospensioni | anteriori: a ruote indipendenti, due bracci trasversali sovrapposti, molle elicoidali e ammortizzatori idraulici coassiali, barra antirollio da 19 mm / posteriori: assale rigido con puntoni longitudinali, molle elicoidali e ammortizzatori idraulici coassiali, barra antirollio da 25 mm | anteriori: a ruote indipendenti, due bracci trasversali sovrapposti, molle elicoidali e ammortizzatori idraulici coassiali, barra antirollio da 19 mm / posteriori: assale rigido con puntoni longitudinali, molle elicoidali e ammortizzatori idraulici coassiali, barra antirollio da 25 mm | anteriori: a ruote indipendenti, due bracci trasversali sovrapposti, molle elicoidali e ammortizzatori idraulici coassiali, barra antirollio da 19 mm / posteriori: assale rigido con puntoni longitudinali, molle elicoidali e ammortizzatori idraulici coassiali, barra antirollio da 25 mm | anteriori: a ruote indipendenti, due bracci trasversali sovrapposti, molle elicoidali e ammortizzatori idraulici coassiali, barra antirollio da 19 mm / posteriori: assale rigido con puntoni longitudinali, molle elicoidali e ammortizzatori idraulici coassiali, barra antirollio da 25 mm | anteriori: a ruote indipendenti, due bracci trasversali sovrapposti, molle elicoidali e ammortizzatori idraulici coassiali, barra antirollio da 19 mm / posteriori: assale rigido con puntoni longitudinali, molle elicoidali e ammortizzatori idraulici coassiali, barra antirollio da 25 mm |
| Freni | anteriori: dischi autoventilanti da 238 mm / posteriori: tamburi da 228 mm | anteriori: dischi autoventilanti da 238 mm / posteriori: tamburi da 228 mm | anteriori: dischi autoventilanti da 238 mm / posteriori: tamburi da 228 mm | anteriori: dischi autoventilanti da 238 mm / posteriori: tamburi da 228 mm | anteriori: dischi autoventilanti da 238 mm / posteriori: tamburi da 228 mm |
| Pneumatici | 165 SR13 (GTS e Automatic: 175/70 SR13, a richiesta 185/65 HR14) / Cerchi: 5,5Jx13, in acciaio (GTS e Automatic: con pneumatici opzionali 185/65 HR14 i cerchi sono 5,5Jx14 in lega leggera)                                                                                                  | 165 SR13 (GTS e Automatic: 175/70 SR13, a richiesta 185/65 HR14) / Cerchi: 5,5Jx13, in acciaio (GTS e Automatic: con pneumatici opzionali 185/65 HR14 i cerchi sono 5,5Jx14 in lega leggera)                                                                                                  | 165 SR13 (GTS e Automatic: 175/70 SR13, a richiesta 185/65 HR14) / Cerchi: 5,5Jx13, in acciaio (GTS e Automatic: con pneumatici opzionali 185/65 HR14 i cerchi sono 5,5Jx14 in lega leggera)                                                                                                  | 165 SR13 (GTS e Automatic: 175/70 SR13, a richiesta 185/65 HR14) / Cerchi: 5,5Jx13, in acciaio (GTS e Automatic: con pneumatici opzionali 185/65 HR14 i cerchi sono 5,5Jx14 in lega leggera)                                                                                                  | 165 SR13 (GTS e Automatic: 175/70 SR13, a richiesta 185/65 HR14) / Cerchi: 5,5Jx13, in acciaio (GTS e Automatic: con pneumatici opzionali 185/65 HR14 i cerchi sono 5,5Jx14 in lega leggera)                                                                                                  |
| Prestazioni dichiarate | | | | | |
| Velocità: 180 (Automatic: 173) km/h | Velocità: 180 (Automatic: 173) km/h | Velocità: 180 (Automatic: 173) km/h | Accelerazione: 0-100 km/h in 12,1 | Accelerazione: 0-100 km/h in 12,1 | Accelerazione: 0-100 km/h in 12,1 |
| Consumi | a 90 km/h: 6,5 (5M: 6,2) l/100km - a 120 km/h: 8,5 (5M: 8,1) l/100km - ciclo urbano: 10,6 l/100km | a 90 km/h: 6,5 (5M: 6,2) l/100km - a 120 km/h: 8,5 (5M: 8,1) l/100km - ciclo urbano: 10,6 l/100km | a 90 km/h: 6,5 (5M: 6,2) l/100km - a 120 km/h: 8,5 (5M: 8,1) l/100km - ciclo urbano: 10,6 l/100km | a 90 km/h: 6,5 (5M: 6,2) l/100km - a 120 km/h: 8,5 (5M: 8,1) l/100km - ciclo urbano: 10,6 l/100km | a 90 km/h: 6,5 (5M: 6,2) l/100km - a 120 km/h: 8,5 (5M: 8,1) l/100km - ciclo urbano: 10,6 l/100km |

| Caratteristiche tecniche - Renault Fuego TX/GTX (1980) | Caratteristiche tecniche - Renault Fuego TX/GTX (1980) | Caratteristiche tecniche - Renault Fuego TX/GTX (1980) | Caratteristiche tecniche - Renault Fuego TX/GTX (1980) | Caratteristiche tecniche - Renault Fuego TX/GTX (1980) | Caratteristiche tecniche - Renault Fuego TX/GTX (1980) |
| Configurazione | Configurazione | Configurazione | Configurazione | Configurazione | Configurazione |
| --- | --- | --- | --- | --- | --- |
| Carrozzeria: coupé | Carrozzeria: coupé | Posizione motore: anteriore longitudinale | Posizione motore: anteriore longitudinale | Trazione: anteriore | Trazione: anteriore |
| Dimensioni e pesi | | | | | |
| Ingombri (lungh.×largh.×alt. in mm): 4358 × 1692 × 1336 | Ingombri (lungh.×largh.×alt. in mm): 4358 × 1692 × 1336 | Ingombri (lungh.×largh.×alt. in mm): 4358 × 1692 × 1336 | Ingombri (lungh.×largh.×alt. in mm): 4358 × 1692 × 1336 | Diametro minimo sterzata: tra marciapiedi 10,25 m, tra muri 11 m | Diametro minimo sterzata: tra marciapiedi 10,25 m, tra muri 11 m |
| Interasse: 2438 mm | Interasse: 2438 mm | Carreggiate: anteriore 1426 - posteriore 1346 mm | Carreggiate: anteriore 1426 - posteriore 1346 mm | Altezza minima da terra: 12 mm | Altezza minima da terra: 12 mm |
| Posti totali: 4 | Posti totali: 4 | Bagagliaio: 375/814 | Bagagliaio: 375/814 | Serbatoio: 57 litri | Serbatoio: 57 litri |
| Masse | / in ordine di marcia: 1.080 kg / rimorchiabile: 450 kg | / in ordine di marcia: 1.080 kg / rimorchiabile: 450 kg | / in ordine di marcia: 1.080 kg / rimorchiabile: 450 kg | / in ordine di marcia: 1.080 kg / rimorchiabile: 450 kg | / in ordine di marcia: 1.080 kg / rimorchiabile: 450 kg |
| Meccanica | | | | | |
| Tipo motore: Renault Type 829, a combustione interna, accensione comandata, quattro tempi, ciclo Otto; 4 cilindri in linea, basamento e testata in lega d'alluminio, camera di scoppio emisferica, albero motore su cinque supporti di banco | Tipo motore: Renault Type 829, a combustione interna, accensione comandata, quattro tempi, ciclo Otto; 4 cilindri in linea, basamento e testata in lega d'alluminio, camera di scoppio emisferica, albero motore su cinque supporti di banco                                                  | Tipo motore: Renault Type 829, a combustione interna, accensione comandata, quattro tempi, ciclo Otto; 4 cilindri in linea, basamento e testata in lega d'alluminio, camera di scoppio emisferica, albero motore su cinque supporti di banco                                                  | Cilindrata: 1.995 cm³ | Cilindrata: 1.995 cm³ | Cilindrata: 1.995 cm³ |
| Distribuzione: valvole in testa, 2 per cilindro, mosse da un albero a camme in testa comandato da cinghia dentata | Distribuzione: valvole in testa, 2 per cilindro, mosse da un albero a camme in testa comandato da cinghia dentata | Distribuzione: valvole in testa, 2 per cilindro, mosse da un albero a camme in testa comandato da cinghia dentata | Alimentazione: carburatore doppio corpo Weber 32 DARA, starter automatico | Alimentazione: carburatore doppio corpo Weber 32 DARA, starter automatico | Alimentazione: carburatore doppio corpo Weber 32 DARA, starter automatico |
| Prestazioni motore | Potenza: 81 kW (110 CV DIN) a 5.500 giri/min / Coppia: 163 N·m a 3.000 giri/min | Potenza: 81 kW (110 CV DIN) a 5.500 giri/min / Coppia: 163 N·m a 3.000 giri/min | Potenza: 81 kW (110 CV DIN) a 5.500 giri/min / Coppia: 163 N·m a 3.000 giri/min | Potenza: 81 kW (110 CV DIN) a 5.500 giri/min / Coppia: 163 N·m a 3.000 giri/min | Potenza: 81 kW (110 CV DIN) a 5.500 giri/min / Coppia: 163 N·m a 3.000 giri/min |
| Accensione: elettronica integrale, una candela per cilindro | Accensione: elettronica integrale, una candela per cilindro | Accensione: elettronica integrale, una candela per cilindro | Impianto elettrico: 12 V, batteria da 180/48 Ah e alternatore da 60 A | Impianto elettrico: 12 V, batteria da 180/48 Ah e alternatore da 60 A | Impianto elettrico: 12 V, batteria da 180/48 Ah e alternatore da 60 A |
| Frizione: monodisco a secco da 215 mm, comando meccanico | Frizione: monodisco a secco da 215 mm, comando meccanico | Frizione: monodisco a secco da 215 mm, comando meccanico | Cambio: Type NG3, meccanico a comando manuale, 5 rapporti + RM, sincronizzatore, coppia conica finale con rapporto 3,77:1 (34/9) | Cambio: Type NG3, meccanico a comando manuale, 5 rapporti + RM, sincronizzatore, coppia conica finale con rapporto 3,77:1 (34/9) | Cambio: Type NG3, meccanico a comando manuale, 5 rapporti + RM, sincronizzatore, coppia conica finale con rapporto 3,77:1 (34/9) |
| Telaio | | | | | |
| Corpo vettura | scocca portante in acciaio | scocca portante in acciaio | scocca portante in acciaio | scocca portante in acciaio | scocca portante in acciaio |
| Sterzo | a pignone e cremagliera (servocomando a richiesta su TX, di serie su GTX), demoltiplicazione 20,8:1 (16,4:1 con servosterzo), 3,72 (2,89 con servosterzo) giri del volante per sterzatura completa, diametro del volante 39 cm                                                                | a pignone e cremagliera (servocomando a richiesta su TX, di serie su GTX), demoltiplicazione 20,8:1 (16,4:1 con servosterzo), 3,72 (2,89 con servosterzo) giri del volante per sterzatura completa, diametro del volante 39 cm                                                                | a pignone e cremagliera (servocomando a richiesta su TX, di serie su GTX), demoltiplicazione 20,8:1 (16,4:1 con servosterzo), 3,72 (2,89 con servosterzo) giri del volante per sterzatura completa, diametro del volante 39 cm                                                                | a pignone e cremagliera (servocomando a richiesta su TX, di serie su GTX), demoltiplicazione 20,8:1 (16,4:1 con servosterzo), 3,72 (2,89 con servosterzo) giri del volante per sterzatura completa, diametro del volante 39 cm                                                                | a pignone e cremagliera (servocomando a richiesta su TX, di serie su GTX), demoltiplicazione 20,8:1 (16,4:1 con servosterzo), 3,72 (2,89 con servosterzo) giri del volante per sterzatura completa, diametro del volante 39 cm                                                                |
| Sospensioni | anteriori: a ruote indipendenti, due bracci trasversali sovrapposti, molle elicoidali e ammortizzatori idraulici coassiali, barra antirollio da 19 mm / posteriori: assale rigido con puntoni longitudinali, molle elicoidali e ammortizzatori idraulici coassiali, barra antirollio da 25 mm | anteriori: a ruote indipendenti, due bracci trasversali sovrapposti, molle elicoidali e ammortizzatori idraulici coassiali, barra antirollio da 19 mm / posteriori: assale rigido con puntoni longitudinali, molle elicoidali e ammortizzatori idraulici coassiali, barra antirollio da 25 mm | anteriori: a ruote indipendenti, due bracci trasversali sovrapposti, molle elicoidali e ammortizzatori idraulici coassiali, barra antirollio da 19 mm / posteriori: assale rigido con puntoni longitudinali, molle elicoidali e ammortizzatori idraulici coassiali, barra antirollio da 25 mm | anteriori: a ruote indipendenti, due bracci trasversali sovrapposti, molle elicoidali e ammortizzatori idraulici coassiali, barra antirollio da 19 mm / posteriori: assale rigido con puntoni longitudinali, molle elicoidali e ammortizzatori idraulici coassiali, barra antirollio da 25 mm | anteriori: a ruote indipendenti, due bracci trasversali sovrapposti, molle elicoidali e ammortizzatori idraulici coassiali, barra antirollio da 19 mm / posteriori: assale rigido con puntoni longitudinali, molle elicoidali e ammortizzatori idraulici coassiali, barra antirollio da 25 mm |
| Freni | anteriori: dischi autoventilanti da 238 mm / posteriori: tamburi da 228 mm | anteriori: dischi autoventilanti da 238 mm / posteriori: tamburi da 228 mm | anteriori: dischi autoventilanti da 238 mm / posteriori: tamburi da 228 mm | anteriori: dischi autoventilanti da 238 mm / posteriori: tamburi da 228 mm | anteriori: dischi autoventilanti da 238 mm / posteriori: tamburi da 228 mm |
| Pneumatici | 185/70 HR13 (185/65 HR14 a richiesta su TX, di serie su GTX) / Cerchi: 5,5Jx13, in acciaio (con pneumatici 185/65 HR14 i cerchi sono 5,5Jx14 in lega leggera) | 185/70 HR13 (185/65 HR14 a richiesta su TX, di serie su GTX) / Cerchi: 5,5Jx13, in acciaio (con pneumatici 185/65 HR14 i cerchi sono 5,5Jx14 in lega leggera) | 185/70 HR13 (185/65 HR14 a richiesta su TX, di serie su GTX) / Cerchi: 5,5Jx13, in acciaio (con pneumatici 185/65 HR14 i cerchi sono 5,5Jx14 in lega leggera) | 185/70 HR13 (185/65 HR14 a richiesta su TX, di serie su GTX) / Cerchi: 5,5Jx13, in acciaio (con pneumatici 185/65 HR14 i cerchi sono 5,5Jx14 in lega leggera) | 185/70 HR13 (185/65 HR14 a richiesta su TX, di serie su GTX) / Cerchi: 5,5Jx13, in acciaio (con pneumatici 185/65 HR14 i cerchi sono 5,5Jx14 in lega leggera) |
| Prestazioni dichiarate | | | | | |
| Velocità: 190 km/h | Velocità: 190 km/h | Velocità: 190 km/h | Accelerazione: 0-100 km/h in 11 | Accelerazione: 0-100 km/h in 11 | Accelerazione: 0-100 km/h in 11 |
| Consumi | a 90 km/h: 6,5 l/100km - a 120 km/h: 8,5 l/100km - ciclo urbano: 12,7 l/100km | a 90 km/h: 6,5 l/100km - a 120 km/h: 8,5 l/100km - ciclo urbano: 12,7 l/100km | a 90 km/h: 6,5 l/100km - a 120 km/h: 8,5 l/100km - ciclo urbano: 12,7 l/100km | a 90 km/h: 6,5 l/100km - a 120 km/h: 8,5 l/100km - ciclo urbano: 12,7 l/100km | a 90 km/h: 6,5 l/100km - a 120 km/h: 8,5 l/100km - ciclo urbano: 12,7 l/100km |

| Caratteristiche tecniche - Renault Fuego Turbo (1983) | Caratteristiche tecniche - Renault Fuego Turbo (1983) | Caratteristiche tecniche - Renault Fuego Turbo (1983) | Caratteristiche tecniche - Renault Fuego Turbo (1983) | Caratteristiche tecniche - Renault Fuego Turbo (1983) | Caratteristiche tecniche - Renault Fuego Turbo (1983) |
| Configurazione | Configurazione | Configurazione | Configurazione | Configurazione | Configurazione |
| --- | --- | --- | --- | --- | --- |
| Carrozzeria: coupé | Carrozzeria: coupé | Posizione motore: anteriore longitudinale | Posizione motore: anteriore longitudinale | Trazione: anteriore | Trazione: anteriore |
| Dimensioni e pesi | | | | | |
| Ingombri (lungh.×largh.×alt. in mm): 4358 × 1692 × 1336 | Ingombri (lungh.×largh.×alt. in mm): 4358 × 1692 × 1336 | Ingombri (lungh.×largh.×alt. in mm): 4358 × 1692 × 1336 | Ingombri (lungh.×largh.×alt. in mm): 4358 × 1692 × 1336 | Diametro minimo sterzata: tra marciapiedi 10,25 m, tra muri 11 m | Diametro minimo sterzata: tra marciapiedi 10,25 m, tra muri 11 m |
| Interasse: 2438 mm | Interasse: 2438 mm | Carreggiate: anteriore 1426 - posteriore 1346 mm | Carreggiate: anteriore 1426 - posteriore 1346 mm | Altezza minima da terra: 12 mm | Altezza minima da terra: 12 mm |
| Posti totali: 4 | Posti totali: 4 | Bagagliaio: 375/814 | Bagagliaio: 375/814 | Serbatoio: 57 litri | Serbatoio: 57 litri |
| Masse | / in ordine di marcia: 1.050 kg / rimorchiabile: 450 kg | / in ordine di marcia: 1.050 kg / rimorchiabile: 450 kg | / in ordine di marcia: 1.050 kg / rimorchiabile: 450 kg | / in ordine di marcia: 1.050 kg / rimorchiabile: 450 kg | / in ordine di marcia: 1.050 kg / rimorchiabile: 450 kg |
| Meccanica | | | | | |
| Tipo motore: Renault Type 807, a combustione interna, accensione comandata, quattro tempi, ciclo Otto; 4 cilindri in linea, basamento e testata in lega d'alluminio, camera di scoppio emisferica, albero motore su cinque supporti di banco | Tipo motore: Renault Type 807, a combustione interna, accensione comandata, quattro tempi, ciclo Otto; 4 cilindri in linea, basamento e testata in lega d'alluminio, camera di scoppio emisferica, albero motore su cinque supporti di banco                                | Tipo motore: Renault Type 807, a combustione interna, accensione comandata, quattro tempi, ciclo Otto; 4 cilindri in linea, basamento e testata in lega d'alluminio, camera di scoppio emisferica, albero motore su cinque supporti di banco                                | Cilindrata: 1.565 cm³ | Cilindrata: 1.565 cm³ | Cilindrata: 1.565 cm³ |
| Distribuzione: valvole in testa, 2 per cilindro, mosse da un albero a camme in testa comandato da cinghia dentata | Distribuzione: valvole in testa, 2 per cilindro, mosse da un albero a camme in testa comandato da cinghia dentata | Distribuzione: valvole in testa, 2 per cilindro, mosse da un albero a camme in testa comandato da cinghia dentata | Alimentazione: carburatore Solex, sovralimentazione mediante turbocompressore | Alimentazione: carburatore Solex, sovralimentazione mediante turbocompressore | Alimentazione: carburatore Solex, sovralimentazione mediante turbocompressore |
| Prestazioni motore | Potenza: 97 kW (132 CV DIN) a 5.500 giri/min / Coppia: 200 N·m a 3.000 giri/min | Potenza: 97 kW (132 CV DIN) a 5.500 giri/min / Coppia: 200 N·m a 3.000 giri/min | Potenza: 97 kW (132 CV DIN) a 5.500 giri/min / Coppia: 200 N·m a 3.000 giri/min | Potenza: 97 kW (132 CV DIN) a 5.500 giri/min / Coppia: 200 N·m a 3.000 giri/min | Potenza: 97 kW (132 CV DIN) a 5.500 giri/min / Coppia: 200 N·m a 3.000 giri/min |
| Accensione: elettronica integrale, una candela per cilindro | Accensione: elettronica integrale, una candela per cilindro | Accensione: elettronica integrale, una candela per cilindro | Impianto elettrico: 12 V, batteria da 180/48 Ah e alternatore da 60 A | Impianto elettrico: 12 V, batteria da 180/48 Ah e alternatore da 60 A | Impianto elettrico: 12 V, batteria da 180/48 Ah e alternatore da 60 A |
| Frizione: monodisco a secco | Frizione: monodisco a secco | Frizione: monodisco a secco | Cambio: meccanico a comando manuale, 5 rapporti + RM, sincronizzatore | Cambio: meccanico a comando manuale, 5 rapporti + RM, sincronizzatore | Cambio: meccanico a comando manuale, 5 rapporti + RM, sincronizzatore |
| Telaio | | | | | |
| Corpo vettura | scocca portante in acciaio | scocca portante in acciaio | scocca portante in acciaio | scocca portante in acciaio | scocca portante in acciaio |
| Sterzo | a pignone e cremagliera | a pignone e cremagliera | a pignone e cremagliera | a pignone e cremagliera | a pignone e cremagliera |
| Sospensioni | anteriori: a ruote indipendenti, due bracci trasversali sovrapposti, molle elicoidali e ammortizzatori idraulici coassiali, barra antirollio / posteriori: assale rigido con puntoni longitudinali, molle elicoidali e ammortizzatori idraulici coassiali, barra antirollio | anteriori: a ruote indipendenti, due bracci trasversali sovrapposti, molle elicoidali e ammortizzatori idraulici coassiali, barra antirollio / posteriori: assale rigido con puntoni longitudinali, molle elicoidali e ammortizzatori idraulici coassiali, barra antirollio | anteriori: a ruote indipendenti, due bracci trasversali sovrapposti, molle elicoidali e ammortizzatori idraulici coassiali, barra antirollio / posteriori: assale rigido con puntoni longitudinali, molle elicoidali e ammortizzatori idraulici coassiali, barra antirollio | anteriori: a ruote indipendenti, due bracci trasversali sovrapposti, molle elicoidali e ammortizzatori idraulici coassiali, barra antirollio / posteriori: assale rigido con puntoni longitudinali, molle elicoidali e ammortizzatori idraulici coassiali, barra antirollio | anteriori: a ruote indipendenti, due bracci trasversali sovrapposti, molle elicoidali e ammortizzatori idraulici coassiali, barra antirollio / posteriori: assale rigido con puntoni longitudinali, molle elicoidali e ammortizzatori idraulici coassiali, barra antirollio |
| Freni | anteriori: dischi autoventilanti / posteriori: tamburi | anteriori: dischi autoventilanti / posteriori: tamburi | anteriori: dischi autoventilanti / posteriori: tamburi | anteriori: dischi autoventilanti / posteriori: tamburi | anteriori: dischi autoventilanti / posteriori: tamburi |
| Pneumatici | 185/65 HR14 / Cerchi: 5,5Jx14 in lega leggera | 185/65 HR14 / Cerchi: 5,5Jx14 in lega leggera | 185/65 HR14 / Cerchi: 5,5Jx14 in lega leggera | 185/65 HR14 / Cerchi: 5,5Jx14 in lega leggera | 185/65 HR14 / Cerchi: 5,5Jx14 in lega leggera |
| Prestazioni dichiarate | | | | | |
| Velocità: 193 km/h | Velocità: 193 km/h | Velocità: 193 km/h | Accelerazione: 0-100 km/h in 9"5 | Accelerazione: 0-100 km/h in 9"5 | Accelerazione: 0-100 km/h in 9"5 |
| Consumi | a 90 km/h: 5,7 l/100km - a 120 km/h: 7,7 l/100km - ciclo urbano: 10,5 l/100km | a 90 km/h: 5,7 l/100km - a 120 km/h: 7,7 l/100km - ciclo urbano: 10,5 l/100km | a 90 km/h: 5,7 l/100km - a 120 km/h: 7,7 l/100km - ciclo urbano: 10,5 l/100km | a 90 km/h: 5,7 l/100km - a 120 km/h: 7,7 l/100km - ciclo urbano: 10,5 l/100km | a 90 km/h: 5,7 l/100km - a 120 km/h: 7,7 l/100km - ciclo urbano: 10,5 l/100km |

| Caratteristiche tecniche - Renault Fuego Turbo Diesel (1982) | Caratteristiche tecniche - Renault Fuego Turbo Diesel (1982) | Caratteristiche tecniche - Renault Fuego Turbo Diesel (1982) | Caratteristiche tecniche - Renault Fuego Turbo Diesel (1982) | Caratteristiche tecniche - Renault Fuego Turbo Diesel (1982) | Caratteristiche tecniche - Renault Fuego Turbo Diesel (1982) |
| Configurazione | Configurazione | Configurazione | Configurazione | Configurazione | Configurazione |
| --- | --- | --- | --- | --- | --- |
| Carrozzeria: coupé | Carrozzeria: coupé | Posizione motore: anteriore longitudinale | Posizione motore: anteriore longitudinale | Trazione: anteriore | Trazione: anteriore |
| Dimensioni e pesi | | | | | |
| Ingombri (lungh.×largh.×alt. in mm): 4358 × 1692 × 1336 | Ingombri (lungh.×largh.×alt. in mm): 4358 × 1692 × 1336 | Ingombri (lungh.×largh.×alt. in mm): 4358 × 1692 × 1336 | Ingombri (lungh.×largh.×alt. in mm): 4358 × 1692 × 1336 | Diametro minimo sterzata: tra marciapiedi 10,25 m, tra muri 11 m | Diametro minimo sterzata: tra marciapiedi 10,25 m, tra muri 11 m |
| Interasse: 2438 mm | Interasse: 2438 mm | Carreggiate: anteriore 1426 - posteriore 1346 mm | Carreggiate: anteriore 1426 - posteriore 1346 mm | Altezza minima da terra: 12 mm | Altezza minima da terra: 12 mm |
| Posti totali: 4 | Posti totali: 4 | Bagagliaio: 375/814 | Bagagliaio: 375/814 | Serbatoio: 57 litri | Serbatoio: 57 litri |
| Masse | / in ordine di marcia: 1.165 kg / rimorchiabile: 450 kg | / in ordine di marcia: 1.165 kg / rimorchiabile: 450 kg | / in ordine di marcia: 1.165 kg / rimorchiabile: 450 kg | / in ordine di marcia: 1.165 kg / rimorchiabile: 450 kg | / in ordine di marcia: 1.165 kg / rimorchiabile: 450 kg |
| Meccanica | | | | | |
| Tipo motore: Renault Type J8S 852-712, a combustione interna, accensione spontanea, quattro tempi, ciclo Diesel; 4 cilindri in linea, basamento e testata in lega d'alluminio, canne riportate in ghisa, camera di scoppio emisferica, albero motore su cinque supporti di banco | Tipo motore: Renault Type J8S 852-712, a combustione interna, accensione spontanea, quattro tempi, ciclo Diesel; 4 cilindri in linea, basamento e testata in lega d'alluminio, canne riportate in ghisa, camera di scoppio emisferica, albero motore su cinque supporti di banco | Tipo motore: Renault Type J8S 852-712, a combustione interna, accensione spontanea, quattro tempi, ciclo Diesel; 4 cilindri in linea, basamento e testata in lega d'alluminio, canne riportate in ghisa, camera di scoppio emisferica, albero motore su cinque supporti di banco | Cilindrata: 2.068 cm³ | Cilindrata: 2.068 cm³ | Cilindrata: 2.068 cm³ |
| Distribuzione: valvole in testa, 2 per cilindro, mosse da un albero a camme in testa comandato da cinghia dentata | Distribuzione: valvole in testa, 2 per cilindro, mosse da un albero a camme in testa comandato da cinghia dentata | Distribuzione: valvole in testa, 2 per cilindro, mosse da un albero a camme in testa comandato da cinghia dentata | Alimentazione: iniezione indiretta, pompa gasolio meccanica, sovralimentazione mediante turbocompressore Garrett con intercooler | Alimentazione: iniezione indiretta, pompa gasolio meccanica, sovralimentazione mediante turbocompressore Garrett con intercooler | Alimentazione: iniezione indiretta, pompa gasolio meccanica, sovralimentazione mediante turbocompressore Garrett con intercooler |
| Prestazioni motore | Potenza: 65 kW (88 CV DIN) a 4.250 giri/min / Coppia: 185 N·m a 2.000 giri/min | Potenza: 65 kW (88 CV DIN) a 4.250 giri/min / Coppia: 185 N·m a 2.000 giri/min | Potenza: 65 kW (88 CV DIN) a 4.250 giri/min / Coppia: 185 N·m a 2.000 giri/min | Potenza: 65 kW (88 CV DIN) a 4.250 giri/min / Coppia: 185 N·m a 2.000 giri/min | Potenza: 65 kW (88 CV DIN) a 4.250 giri/min / Coppia: 185 N·m a 2.000 giri/min |
| Accensione: | Accensione: | Accensione: | Impianto elettrico: 12 V, batteria da 180/48 Ah e alternatore da 60 A | Impianto elettrico: 12 V, batteria da 180/48 Ah e alternatore da 60 A | Impianto elettrico: 12 V, batteria da 180/48 Ah e alternatore da 60 A |
| Frizione: monodisco a secco, comando meccanico | Frizione: monodisco a secco, comando meccanico | Frizione: monodisco a secco, comando meccanico | Cambio: meccanico a comando manuale, 5 rapporti + RM, sincronizzatore | Cambio: meccanico a comando manuale, 5 rapporti + RM, sincronizzatore | Cambio: meccanico a comando manuale, 5 rapporti + RM, sincronizzatore |
| Telaio | | | | | |
| Corpo vettura | scocca portante in acciaio | scocca portante in acciaio | scocca portante in acciaio | scocca portante in acciaio | scocca portante in acciaio |
| Sterzo | a pignone e cremagliera, demoltiplicazione 20,8:1 (16,4:1 con servosterzo), 3,72 (2,89 con servosterzo) giri del volante per sterzatura completa, diametro del volante 39 cm | a pignone e cremagliera, demoltiplicazione 20,8:1 (16,4:1 con servosterzo), 3,72 (2,89 con servosterzo) giri del volante per sterzatura completa, diametro del volante 39 cm | a pignone e cremagliera, demoltiplicazione 20,8:1 (16,4:1 con servosterzo), 3,72 (2,89 con servosterzo) giri del volante per sterzatura completa, diametro del volante 39 cm                                                                                                | a pignone e cremagliera, demoltiplicazione 20,8:1 (16,4:1 con servosterzo), 3,72 (2,89 con servosterzo) giri del volante per sterzatura completa, diametro del volante 39 cm                                                                                                | a pignone e cremagliera, demoltiplicazione 20,8:1 (16,4:1 con servosterzo), 3,72 (2,89 con servosterzo) giri del volante per sterzatura completa, diametro del volante 39 cm                                                                                                |
| Sospensioni | anteriori: a ruote indipendenti, due bracci trasversali sovrapposti, molle elicoidali e ammortizzatori idraulici coassiali, barra antirollio / posteriori: assale rigido con puntoni longitudinali, molle elicoidali e ammortizzatori idraulici coassiali, barra antirollio      | anteriori: a ruote indipendenti, due bracci trasversali sovrapposti, molle elicoidali e ammortizzatori idraulici coassiali, barra antirollio / posteriori: assale rigido con puntoni longitudinali, molle elicoidali e ammortizzatori idraulici coassiali, barra antirollio      | anteriori: a ruote indipendenti, due bracci trasversali sovrapposti, molle elicoidali e ammortizzatori idraulici coassiali, barra antirollio / posteriori: assale rigido con puntoni longitudinali, molle elicoidali e ammortizzatori idraulici coassiali, barra antirollio | anteriori: a ruote indipendenti, due bracci trasversali sovrapposti, molle elicoidali e ammortizzatori idraulici coassiali, barra antirollio / posteriori: assale rigido con puntoni longitudinali, molle elicoidali e ammortizzatori idraulici coassiali, barra antirollio | anteriori: a ruote indipendenti, due bracci trasversali sovrapposti, molle elicoidali e ammortizzatori idraulici coassiali, barra antirollio / posteriori: assale rigido con puntoni longitudinali, molle elicoidali e ammortizzatori idraulici coassiali, barra antirollio |
| Freni | anteriori: dischi autoventilanti da 238 mm / posteriori: tamburi da 228 mm | anteriori: dischi autoventilanti da 238 mm / posteriori: tamburi da 228 mm | anteriori: dischi autoventilanti da 238 mm / posteriori: tamburi da 228 mm | anteriori: dischi autoventilanti da 238 mm / posteriori: tamburi da 228 mm | anteriori: dischi autoventilanti da 238 mm / posteriori: tamburi da 228 mm |
| Pneumatici | 185/65 HR14 / Cerchi: 5,5Jx14 in lega leggera | 185/65 HR14 / Cerchi: 5,5Jx14 in lega leggera | 185/65 HR14 / Cerchi: 5,5Jx14 in lega leggera | 185/65 HR14 / Cerchi: 5,5Jx14 in lega leggera | 185/65 HR14 / Cerchi: 5,5Jx14 in lega leggera |
| Prestazioni dichiarate | | | | | |
| Velocità: 175 km/h | Velocità: 175 km/h | Velocità: 175 km/h | Accelerazione: 0-100 km/h in 13"2 | Accelerazione: 0-100 km/h in 13"2 | Accelerazione: 0-100 km/h in 13"2 |
| Consumi | a 90 km/h: 4,8 l/100km - a 120 km/h: 6,7 l/100km - ciclo urbano: 6,7 l/100km | a 90 km/h: 4,8 l/100km - a 120 km/h: 6,7 l/100km - ciclo urbano: 6,7 l/100km | a 90 km/h: 4,8 l/100km - a 120 km/h: 6,7 l/100km - ciclo urbano: 6,7 l/100km | a 90 km/h: 4,8 l/100km - a 120 km/h: 6,7 l/100km - ciclo urbano: 6,7 l/100km | a 90 km/h: 4,8 l/100km - a 120 km/h: 6,7 l/100km - ciclo urbano: 6,7 l/100km |

Tutte le versioni
- TL/GTL: motore benzina da 1.397 cm³, potenza massima 62,5 CV DIN a 5.500 giri/min, velocità massima 158 km/h.
- TS/GTS/Automatic: motore benzina da 1.647 cm³, potenza massima 94 CV DIN a 5.750 giri/min, velocità massima 180 km/h.
- TX/GTX: motore benzina da 1.995 cm³, potenza massima 108 CV DIN a 5.500 giri/min, velocità massima 190 km/h.
- TurboEssence: motore turbo benzina da 1.565 cm³, potenza massima 132 CV DIN a 5.500 giri/min, velocità massima superiore a 200 km/h.
- TurboDiesel: motore turbo diesel da 2.068 cm³, potenza massima 88 CV DIN a 4.250 giri/min, velocità massima 175 km/h.

## Equipaggiamento
La Fuego si caratterizzò fin dal debutto per la disponibilità di numerosi equipaggiamenti non comuni nel segmento di appartenenza, secondo la politica commerciale di Renault dell'epoca.

Innovativo era il tergicristallo anteriore lato guida con movimento a pantografo, mentre alzacristalli elettrici, chiusura centralizzata delle portiere, volante regolabile in altezza, indicatore del livello dell'olio lubrificante nel quadro strumenti, condizionatore d'aria, servosterzo e molti altri dispositivi facevano parte della dotazione di serie o a pagamento a seconda dell'allestimento.

## Cronologia

### La gamma europea
1980
- Versioni al debutto (marzo)

TL : modello di base per allestimento e motorizzazione (Type 847, 1,4 litri da 64 CV DIN).

GTL : modello con il medesimo motore della TL e allestimento arricchito.

TS : modello con motorizzazione superiore (Type 843, 1,6 litri da 96 CV DIN) e allestimento di base (per esportazione nei paesi in cui non erano vendute le versioni con il motore da 1,4 litri, come la Germania Ovest ad esempio).

GTS : modello superiore per motorizzazione e allestimento, con cambio a cinque marce di serie.

Automatic: modello identico alla GTS, ma con cambio automatico.
- luglio ("gamma 1981")
  - Aggiunta su tutte le versioni della spia della riserva carburante.
  - Viene allungato il rapporto di riduzione al ponte (da una coppia conica 34/9 a una 32/9) al fine di abbassare, in Francia, la potenza fiscale dei modelli con motore da 1,4 litri (da 7 a 6 CV) e da 1,65 litri (da 9 a 8 CV).
  - Vengono commercializzati i modelli 2 litres, già annunciati al momento della presentazione, dotati del motore Type 829 da 2 litri della famiglia "Douvrin" con distribuzione ad albero a camme in testa (1.995 cm³ e 110 CV DIN); si tratta della medesima unità presentata nel 1977 sulla R20 TS, con l'aggiunta di un sistema d'accensione elettronica integrale. Queste versioni sono dotate di uno specifico cambio manuale a cinque marce e di impianto frenante con circuito incrociato ad X. Queste le versioni:

TX 2 litres : allestimento identico alla GTS.

GTX 2 litres : dotazioni e finiture superiori, con volante specifico a quattro razze ripreso dalla R18 Turbo.
1981
- Luglio ("gamma 1982")
  - Il motore Type 843 da 1,65 litri viene dotato di accensione elettronica integrale.
  - Tutte le versioni vengono dotate del telo avvolgibile copribagagli, prima disponibile solo sulla GTX.
  - Tra gli accessori a pagamento compaiono, per tutte le versioni, il tetto apribile elettricamente in tela e (in alternativa) il tetto in vinile. Ad esclusione dei modelli con il motore da 1,4 litri, diventa disponibile anche il condizionatore d'aria.
  - Le versioni GTS, Automatic, TX e GTX vengono equipaggiate di chiusura centralizzata delle portiere con telecomando a raggi infrarossi; il sistema, denominato "PLIP", è il primo al mondo di questo tipo installato su una vettura di serie.

Successivamente la trasmissione automatica diventa un'opzione unicamente per le versioni 2 litres (TX e GTX), che utilizzano un cambio diverso (sigla MJ), più compatto e leggero, sempre a tre marce, ma con rapporti più lunghi.
1982
- Luglio ("gamma 1983")

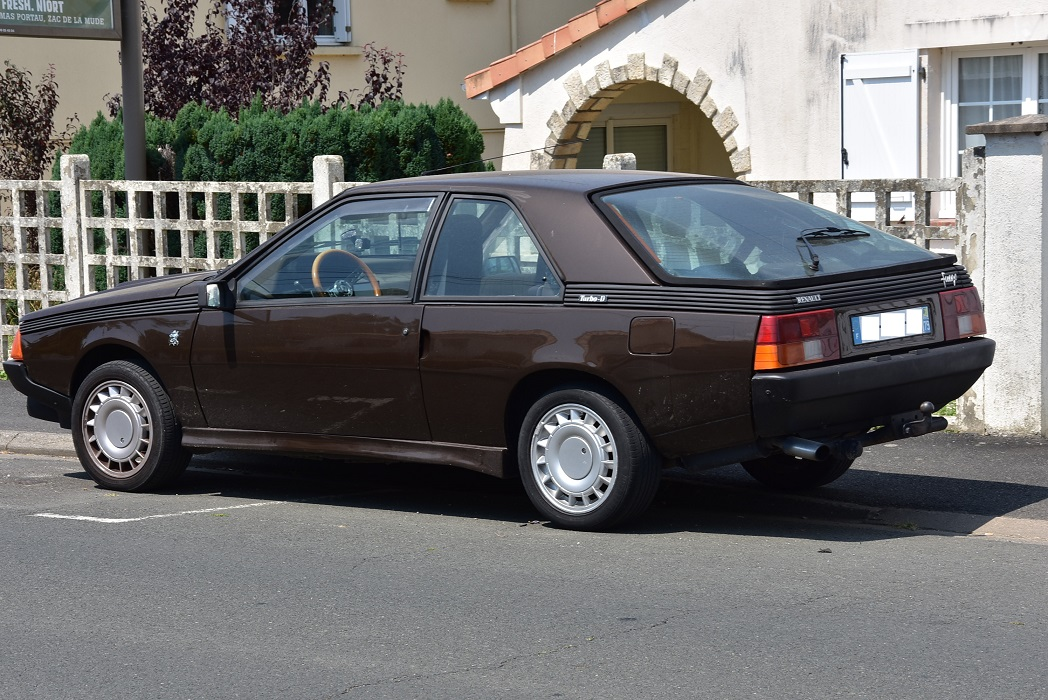
Turbodiesel, 1982

  - Su tutta la gamma viene apportata una serie di modifiche di dettaglio per migliorare l'aerodinamica: l'aggiunta di una guarnizione tra la calandra e il cofano motore, di deflettori davanti al radiatore e davanti alle ruote posteriori, nonché (ad esclusione della versione GTX 2 litres) di un ulteriore deflettore sotto il pianale davanti all'assale posteriore e di copriruota integrali, consentono di abbassare il Cx fino ad un minimo di 0,31 (a seconda delle versioni i valori dichiarati vanno da 0,31 a 0,35).
  - Nell'abitacolo la doppia levetta alla sinistra del volante per i comandi di fari, indicatori di direzione e clacson viene sostituita da un comando a levetta unica. Viene adottato anche l'allarme sonoro per i fari dimenticati accesi (ad esclusione della versione TL). Infine l'aletta parasole lato guidatore viene dotata di tasca portacarte.
  - Sulla GTL il motore Type 847 (l'unità da 1,4 litri condivisa con la versione TL) viene sostituito dal motore Type 841 o A2M da 54 kW (73 CV), una versione depotenziata del motore Type 843 da 1,65 litri.
  - L'accensione elettronica integrale viene adottata anche sul motore Type 847 della versione TL.
  - Per le versioni GTL, TX e GTX : modifiche ai rapporti del cambio manuale con allungamento di quarta e quinta marcia e accorciamento della prima.
- ottobre

Turbo-D : nuova versione (disponibile unicamente sui mercati con guida a sinistra) con la novità assoluta di una motorizzazione diesel installata su una coupé. Il motore è l'unità J8S 852-712 da 2,1 litri sovralimentata mediante turbocompressore, con 65 kW (88 CV DIN) di potenza massima. Questa versione, con allestimento equivalente alla versione GTX, è caratterizzata da una bombatura sul cofano motore verniciata di nero e da due prese d'aria supplementari sul paraurti anteriore, sotto i fari, mentre all'interno si distingue per la soppressione delle bocchette d'aerazione centrali e la presenza del manometro per il turbocompressore.
1983
- Luglio ("gamma 1984", talvolta indicata come phase II)
  - All'esterno cambiano la calandra (ora a quattro listelli anziché sei, con i due superiori in tinta con la carrozzeria) e i paraurti (con nuove fascette protettive nere e profilo cromato sopra a quello anteriore).
  - All'interno, solo per i mercati con guida a sinistra, cambia la plancia, con la nuova palpebra superiore estesa fin sopra la consolle centrale. Grafica diversa per la strumentazione, che può essere arricchita di un computer di viaggio installato al centro della plancia, sopra la nuova posizione delle bocchette d'aerazione centrali, spostate in alto per fare spazio all'eventuale installazione nella consolle centrale del nuovo impianto hi-fi con equalizzatore realizzato con Philips; questa autoradio può essere comandata da un satellite posto a destra del volante. Cambia inoltre il disegno del volante a due razze.
  - Turbo-D : la bombatura sul cofano motore non è più totalmente verniciata in nero, ma nello stesso colore della carrozzeria, con una fascia adesiva a tre strisce al contorno; cambiano anche i cerchi in lega.
  - TX e GTX : scompare del tutto la prima, mentre la seconda viene mantenuta solo in alcuni mercati.
- settembre

Turbo : commercializzazione della nuova versione al vertice della gamma, dotata di motore a benzina turbocompresso da 1,6 litri (Type A5L 750) e 97 kW (132 CV DIN), ripreso con leggere modifiche dalla analoga versione della R18. Si tratta dell'unico modello della gamma Fuego con i freni posteriori a disco. Questa versione si distingue all'esterno per la decalcomania con la scritta "TURBO" in bianco sulla parte bassa della fiancata e del lunotto, nonché per i cerchi il lega specifici BBS da 14" con disegno a raggi; all'interno la selleria ha rivestimenti specifici in velluto grigio e rosso e la dotazione prevede il computer di viaggio, nonché la regolazione elettrica dei retrovisori, compreso quello sul lato passeggero, previsto solo su questa versione.
1984
- Luglio ("gamma 1985")
  - Turbo-D : eliminazione di questa versione dai listini.
  - GTX 2.2 litres : in alcuni mercati come la Germania Ovest viene proposta una versione con marmitta catalitica, dotata di motore J7T da 2,2 litri con iniezione elettronica e 75 kW (102 CV) di potenza massima.

1985
- giugno

Termina la produzione della Fuego in Francia. La cancellazione dai listini europei avviene progressivamente tra il 1985 e il 1986.

### La gamma USA e Canada
Nell'ambito dell'accordo con AMC in vigore dal 1979, Renault decise di esportare la Fuego anche sul mercato nordamericano, vendendola tramite la rete commerciale AMC.
La vettura ebbe alcune modifiche, anche per rispettare le norme di omologazione locali: i fari anteriori erano diversi; i paraurti erano assai più pronunciati (dovendo anche ospitare gli elementi strutturali in grado di garantire l'assorbimento di urti fino a 5 km/h) e anziché in plastica grezza erano verniciati in grigio, con una fascetta paracolpi nera; quello posteriore inoltre, seguiva il design di quello anteriore integrando la parte bassa del parafango posteriore fino alla ruota; sulla fiancata una fascia in materiale plastico proteggeva la parte bassa della carrozzeria, seguendo la linea e il colore dei paraurti cui era unita da sottili profili sugli archi dei passaruota; sempre sulla fiancata, la scritta "Fuego" era riportata anche sul parafango anteriore tra la ruota e la portiera, mentre all'altezza dei fari posteriori vi era la luce d'ingombro; infine i cerchioni erano differenti ed era sempre presente lo specchio retrovisore destro. All'interno cambiavano solamente i rivestimenti e altri particolari minori (scale della strumentazione).
Per la meccanica si segnalava la presenza dell'impianto di iniezione elettronica Bosch L-Jetronic accoppiato alla marmitta catalitica su tutte le versioni.
1982
All'inizio del 1982, quando iniziarono le vendite, la Fuego era disponibile in due versioni entrambe con motore da 1,6 litri, una aspirata e una turbocompressa.
1.6 litres : versione dotata di motore da 1,6 litri aspirato da 81 CV.

1.6 litres Turbo : versione con il motore turbocompresso Type A7L con 107 CV. Il grande adesivo con la scritta "TURBO" in chiaro sul fascione laterale, i cerchi in lega a quattro razze, le sottili strisce adesive poste sulla fiancata e lungo le nervature del cofano motore, nonché finiture interne e dotazioni più ricche la distinguevano dalla versione di base. A differenza della Turbo europea, comparsa circa un anno dopo, la versione americana manteneva i freni posteriori a tamburo.
1983
Nuova gamma per il "model year 1984":

- viene adottata la nuova plancia utilizzata anche nella versione europea (phase 2);

- il motore da 1,6 litri aspirato viene sostituito dall'unità J7T da 2,2 litri, sempre aspirata.
1984
Cambiano le decalcomanie della versione Turbo, con lo spostamento in alto della scritta adesiva laterale "TURBO", che dal fascione passa ad essere applicata direttamente sulla carrozzeria, accompagnata lungo tutta la fiancata da una serie di sottili strisce che occupano il settore tra il fascione e la piega centrale della carrozzeria.
1985
La Fuego viene ritirata dal mercato alla fine dell'anno.

### La gamma argentina
Renault ha venduto la Fuego anche in Argentina, dove poi ha avviato una produzione per il mercato locale nell'impianto situato a Córdoba, nella zona di Santa Isabel, che la casa francese aveva rilevato dalla IKA negli anni settanta.
Sul mercato argentino, dove ha sempre rappresentato il modello di punta della gamma Renault, la Fuego è stata venduta fino al 1992, seguendo uno sviluppo che negli anni è divenuto sempre più indipendente dalla versione europea.
1981
Iniziano le vendite della Fuego, nella versione GTX 2 litres con motore 2 litri da 103 CV (J6R-793 o, secondo la codifica argentina, M2000). Erano esemplari importati dalla Francia, con allestimento specifico: i cerchi erano da 13 pollici, la chiusura centralizzata non aveva telecomando, il servosterzo era a pagamento, l'aria condizionata di serie, i sedili anteriori avevano appoggiatesta separati dallo schienale.
1982
Inizia la produzione argentina della Fuego. Il modello è sostanzialmente identico a quello importato e già in vendita dall'anno precedente; tra le modifiche adottate nel tempo si segnalano i nuovi paraurti con fascette paracolpi nere (come in Europa), l'aggiunta del servosterzo e della selleria in pelle tra le dotazioni di serie e il cambio automatico tra quelle a pagamento (dal 1985).
1986
Seconda serie del modello (spesso indicato come GTX II): cambia la plancia, ripresa dalla phase II della versione europea; nuovi sono anche i cerchi in lega, mentre la chiusura centralizzata viene dotata di telecomando.
1987
GTX 2.2 litres : il motore 2 litri viene sostituito con la versione da 2,2 litri (J6T-792 o M2200), con carburatore Solex C 34 EIES e 116 CV; vengono contestualmente adottati i freni a disco anche al retrotreno (prima automobile costruita in Argentina con tale caratteristica). Esteriormente cambiano i cerchi e la calandra, che si allinea alla phase II europea. Tra le nuove dotazioni figura il computer di bordo a otto funzioni e gli specchi retrovisori a comando elettrico.
1989
Nuovo modello GTA : per la prima volta la Fuego subisce cambiamenti importanti delle linee esterne. Il centro stile Renault, su richiesta della filiale argentina, viene incaricato della ristilizzazione dell'auto, cui collabora il designer Alain Clenet. La modifica più significativa dell'operazione è l'aspetto monocolore del corpo vettura: calandra, paraurti, modanature paracolpi laterali sono tutti nuovi e verniciati nel colore della carrozzeria, ma soprattutto la caratteristica fascia in plastica nera rigata diviene liscia e assume anch'essa il medesimo colore delle lamiere. Cambiano anche i fari anteriori (con trasparente bianco per gli indicatori di direzione), gli specchi retrovisori e i cerchi in lega (da 14 pollici), mentre uno spoiler in plastica nera viene aggiunto al bordo inferiore del lunotto. Diversa la posizione del portatarga posteriore, che si sposta in basso nel paraurti; al suo posto una fascia brunita unisce i fari, anch'essi bruniti. A livello meccanico le sospensioni subiscono modifiche minori, mentre la dotazione si arricchisce del satellite di comando dell'autoradio al volante.
1991
Viene presentata l'ultima versione in assoluto della Fuego, la GTA Max: esteticamente le uniche modifiche sono rappresentate dalla terza luce di stop integrata nello spoiler posteriore e dal nuovo volante a tre razze. Più importanti i cambiamenti al motore (J6T-004) che, con un rapporto di compressione più elevato, raggiunge la potenza massima di 123 CV.
1992
Si conclude la produzione argentina della Fuego, che ammonta a poco meno di ventimila esemplari in totale.

## Versioni particolari
Al Salone dell'automobile di Parigi del 1982, il carrozziere francese Heuliez presentò una versione cabriolet della Fuego per il mercato americano. La caratteristica estetica principale della vettura era l'assenza del tipico rollbar centrale. Non ebbe seguito produttivo, ma altri carrozzieri minori hanno successivamente realizzato trasformazioni artigianali della Fuego per ottenere modelli scoperti. Inoltre, questa variante cabriolet della Renault Fuego anticipò alcune importanti soluzioni tecniche della versione sportiva Turbo che debuttò nel 1984, tra cui il motore 1.6 sovralimentato da 132 CV e i cerchi in lega BBS a nido d'ape.

## Eredi
Con l'uscita della Fuego la Renault rimase senza una sua erede per anni. Tuttavia, vista la linea e il target di clientela, si può considerare la Renault Mégane Coach (Coupé su alcuni mercati) come sua tardiva erede (arrivò solo nel 1995). Alla fine del 2008, con la presentazione della versione coupé della Renault Laguna, Renault è invece tornata a proporre una coupé derivata da una berlina medio-superiore.